# Mount Martin (Antarktika)
Mount Martin (in Argentinien Monte Martín, in Chile Monte Mathei) ist ein 1360 m hoher Berg an der Wilkins-Küste des Palmerlands auf der Antarktischen Halbinsel. Mit markanten Felsvorsprüngen an seiner Südostflanke ragt er unmittelbar nördlich des Kopfendes des Anthony-Gletschers auf.
Der Berg liegt am Südrand des Operationsgebiets der British Graham Land Expedition (1934–1937) unter der Leitung des australischen Polarforschers John Rymill. Luftaufnahmen entstanden 1940 bei der United States Antarctic Service Expedition (1939–1941). Weitere Luftaufnahmen fertigten 1947 Wissenschaftler der US-amerikanischen Ronne Antarctic Research Expedition (1947–1948) an, die überdies gemeinsam mit dem Falkland Islands Dependencies Survey Vermessungen vor Ort vornahmen. Der US-amerikanische Polarforscher Finn Ronne benannte den Berg nach dem Elektroingenieur Orville Martin, der bei der Beschaffung und der Einsatzplanung von Funkgeräten für die Expedition behilflich war. Namensgeber der chilenischen Benennung ist Leutnant Rodolfo Mathei Aubel von der Fuerza Aérea de Chile, ein Teilnehmer an der 10. Chilenische Antarktisexpedition (1955–1956).